# 로죠
로죠(일본어: 老女 ろうじょ[*])는 무가나 공가에서 시녀들 중에서 계급이 제일 높은 여성을 가리키는 말이다. 또한, 막부 조츄의 죠로오토시요리, 코죠로, 오토시요리의 세 계급의 총칭으로, 로죠라는 호칭이 사용되었다.

## 로죠를 지낸 주요 인물
- 아네노코지 - 12대 쇼군 도쿠가와 이에요시측 죠로오토시요리
- 마데노코지노츠보네 - 11대 쇼군 도쿠가와 이에나리부터 14대 쇼군 도쿠가와 이에모치까지의 필두로죠
- 이쿠시마 - 텐쇼인측 오토시요리ㆍ이쿠히메의 죠로오토시요리
- 잇시키 스가 - 막부 말기 히토츠바시가의 로죠
- 에지마 - 7대 쇼군 도쿠가와 이에츠구의 생모 겟코인측 오토시요리
- 에몬노스케노츠보네 - 5대 쇼군 도쿠가와 츠나요시측 죠로오토시요리
- 오노지마 - 막부 말기, 사츠마번 에도번저 로죠
- 카스가노츠보네 - 3대 쇼군 도쿠가와 이에미츠의 유모
- 카메오카 - 코노에 타다히로측 로죠
- 타키야마 - 13대 쇼군 도쿠가와 이에사다, 14대 도쿠가와 이에모치 시대의 쇼군측 오토시요리
- 토요하라 - 5대 쇼군 도쿠가와 츠나요시부터 7대 도쿠가와 이에츠구까지의 쇼군측 로죠
- 미사와노츠보네 - 4대 쇼군 도쿠가와 이에츠나의 유모, 훗날의 쇼군측 오토시요리
- 무라오카 - 코노에가, 코노에 타다히로의 로죠
- 야지마노츠보네 - 도쿠가와 이에츠나의 유모이자 그 시대의 오오쿠 오토시요리

## 같이 보기
- 죠로오토시요리
- 오토시요리